# Hieracium khekianum
Hieracium khekianum es una especie de planta con flor del género Hieracium, de la familia Asteraceae, orden Asterales.

## Distribución
Hieracium khekianum se distribuye por Austria y Suiza.

## Taxonomía
Fue descrita científicamente por Zahn.
Tratamiento taxonómico
La especie aparece registrada en una sección de la publicación H.Schinz & R.Keller, Fl. Schweiz.